# Kościół Mariacki w Stendalu
Kościół Mariacki (niem. St.-Marien-Kirche) – luterańska, późnogotycka świątynia parafialna znajdująca się w niemieckim mieście Stendal. Jest jednym z obiektów na trasie Europejskiego Szlaku Gotyku Ceglanego.

## Historia
Pierwsza wzmianka o kościele Mariackim pochodzi z 1283 roku, był on romańską bazyliką. Na jej miejscu w 1420 roku rozpoczęto budowę późnogotyckiego kościoła. W 1447 ukończono budowę sklepień, w uroczystość św. Bartłomieja, 24 sierpnia tego samego roku, miała miejsce konsekracja. Pierwotnie pełniła funkcję kościoła dla kupców i miejskich radnych, stąd ulokowano ją tuż przy miejskim ratuszu. W latach 1470–1473 dobudowano kaplicę Matki Bożej oraz wykonano ołtarz główny. Około 1516 ukończono budowę dwuwieżowej fasady. W 1538 Justus Jonas wygłosił tu pierwsze luterańskie kazanie w Starej Marchii. Ołtarz św. Hieronima został skradziony z rozkazu Maksymiliana I Bawarskiego podczas wojny trzynastoletniej, obecnie przechowywany jest w Muzeum Historii Sztuki w Wiedniu. Kościół wyremontowano w latach 1834–1844 i 1965–1971.

## Architektura i wyposażenie
Trójnawowa, halowa świątynia reprezentuje gotyk ceglany. Wieże kościelne mają wysokość 82 m, co czyni budynek drugim co do wysokości kościołem w Starej Marchii (po kościoła św. Szczepana w Tangermünde). Obie wieże są połączone mostkiem. Prezbiterium z absydą otacza obejście, do naw bocznych dostawione są liczne kaplice. Na ścianach kościoła znajdują się cztery piaskowcowe krzyże pokutne, jeden z nich ma formę tablicy z przedstawieniem Chrystusa Ukrzyżowanego w otoczeniu swojej Matki i św. Jana oraz klęczącego mężczyzny.
Prezbiterium oddzielone jest od nawy ażurowym lektorium, udekorowanym rzeźbami apostołów oraz sceną koronacji Matki Bożej. Figury te wykonano w I połowie XIII wieku dla romańskiej świątyni, podobnie jak XIV-wieczny krucyfiks tęczowy. Ołtarz szafiasty pochodzi z 1471 roku, widnieją na nim sceny z życia Maryi, również apokryficzne. Gotycką chrzcielnicę z 1474 zdobią atrybuty ewangelistów: anioł symbolizuje św. Mateusza, głowa orła – Jana, głowa byka – Łukasza, a głowa lwa – Marka. Stalle chórowe ufundowano w 1508 roku. Nad emporą organową znajduje się 24-godzinny zegar astronomiczny z 1552 roku, o wysokości i szerokości równej 3 metrom. Poddano go renowacjom w XIX wieku i w latach 1975–1977. Ambonę z 1566 roku dekorują wizerunki Chrystusa i świętych: Marka, Mateusza, Piotra, Pawła, Jana Chrzciciela i Mojżesza. Chrystus trzyma kulę ziemską, na której umieszczono prawdopodobnie najstarszy zachowany widok Stendalu. Najstarsza część organów, składająca się z 269 piszczałek, wykonał w 1580 roku Hans Scherer starszy. Instrument wielokrotnie rozbudowywano, ostatnią przebudowę zrealizowało w latach 1940–1944 przedsiębiorstwo Emil Hammer Orgelbau z Hanoweru.

### Dzwony
Kościół ma łącznie dwanaście dzwonów, w tym dziewięć dzwonów bujanych. Prócz świątynia posiada również 24-głosowy carillon, wykonany w 2020 roku przez ludwisarnię Klokken- en Kunstgieterij Reiderland z Heiligerlee. Najmniejszy dzwon waży 9,1 kg, a największy – 36,2 kg. Uruchamiany jest codziennie o godzinie 9:00, 12:00, 15:00 i 18:00.
Dane pozostałych dzwonów:
| Lokalizacja            | Imię                      | Waga    | Średnica | Ton    | Rok odlania | Ludwisarnia                              |
| ---------------------- | ------------------------- | ------- | -------- | ------ | ----------- | ---------------------------------------- |
| Mostek łączący wieże   | Dzwon kwadransowy         | 36 kg   | 38 cm    | fis''' | 2007        | Petit & Gebr. Edelbrock, Gescher         |
| Mostek łączący wieże   | Dzwon kwadransowy         | 36 kg   | 38 cm    | dis''' | 2007        | Petit & Gebr. Edelbrock, Gescher         |
| Mostek łączący wieże   | Dzwon wyb. pełne godziny  | 500 kg  | 92,5 cm  | b'     | 1481        | nieznana                                 |
| Sygnaturka             | Kantata                   | 64 kg   | 44,6 cm  | c'''   | 2006        | Eifeler Glockengießerei, Brockscheid     |
| Wieża południowa       | Zeichenglocke II          | 55 kg   | 46 cm    | b"     | 1497        | Herman Vogel                             |
| Wieża południowa       | Zeichenglocke I           | 90 kg   | 51,4 cm  | as"    | 1522        | nieznana                                 |
| Wieża południowa       | Friedensglocke            | 95 kg   | 54 cm    | fis"   | 2001        | Eifeler Glockengießerei, Brockscheid     |
| Wieża południowa       | Zeichenglocke Chorgeläute | 140 kg  | 58,5 cm  | as"    | XIII wiek   | nieznana                                 |
| Wieża południowa       | Vesper Glocke             | 1400 kg | 131,6 cm | d'     | 1598        | Heinrich Borstelmann, Magdeburg          |
| Wieża południowa       | Faule Anna                | 2490 kg | 157,5 cm | h°     | 1490        | Gerdt van Wou, Kampen (odlew w Stendalu) |
| Wieża północna         | Neue Glocke               | 3690 kg | 185 cm   | b°     | 1616        | Hans Nuessel, Hamburg                    |
| Łącznik między wieżami | Maria                     | 4980 kg | 198,9 cm | as°    | 1490        | Gerdt van Wou, Kampen (odlew w Stendalu) |

## Galeria

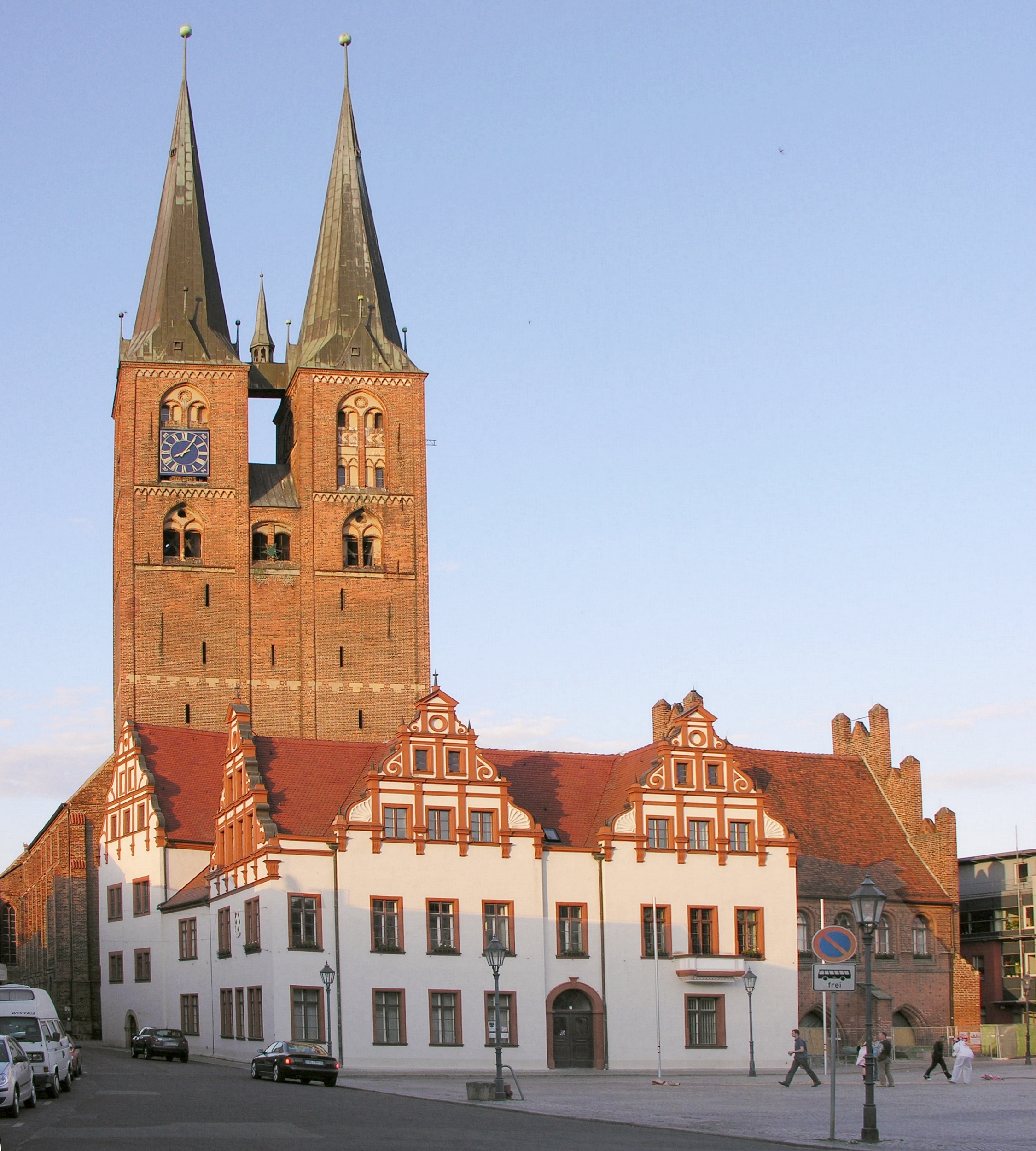
Widok z Marktplatzu
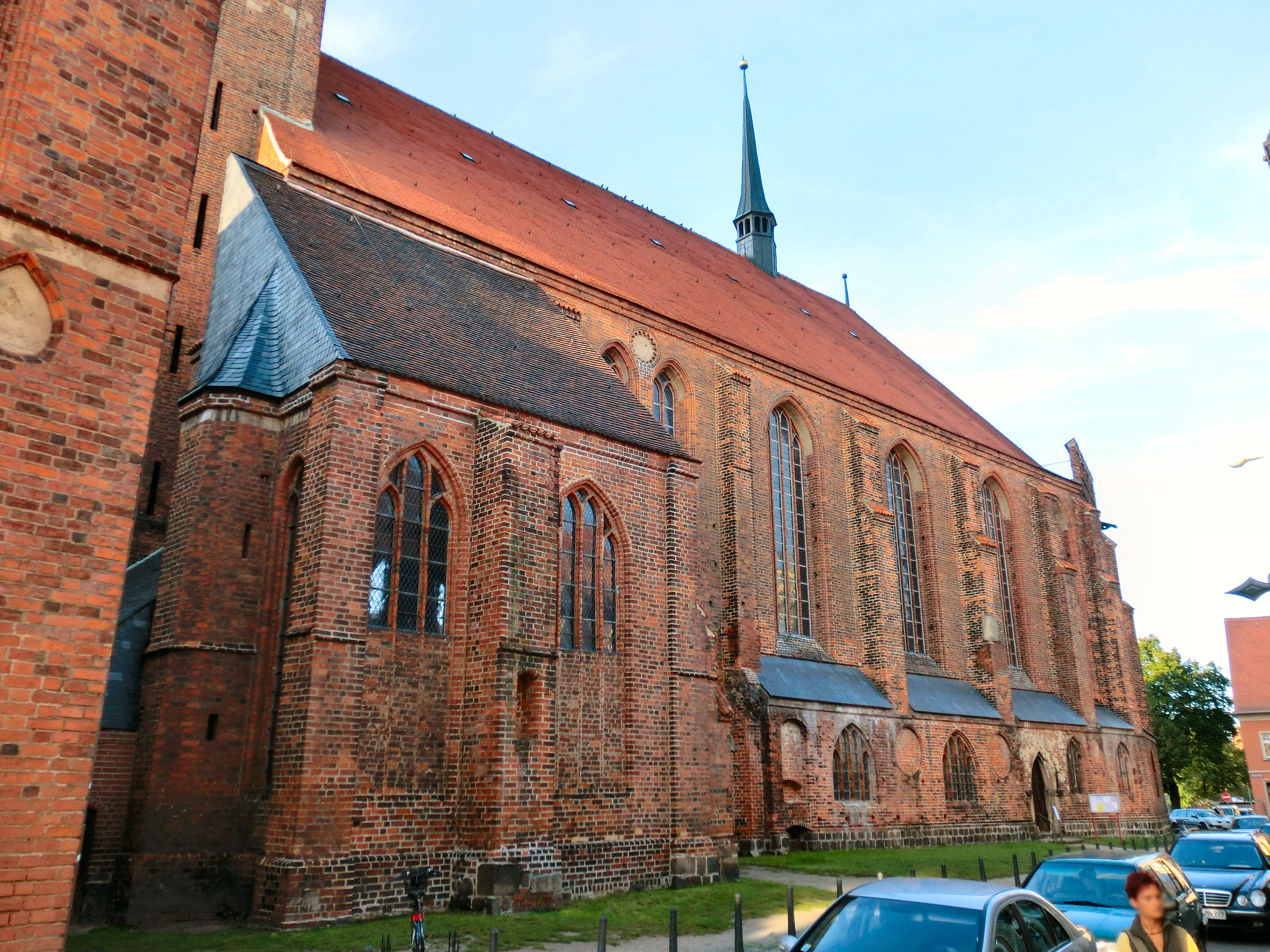
Południowa elewacja
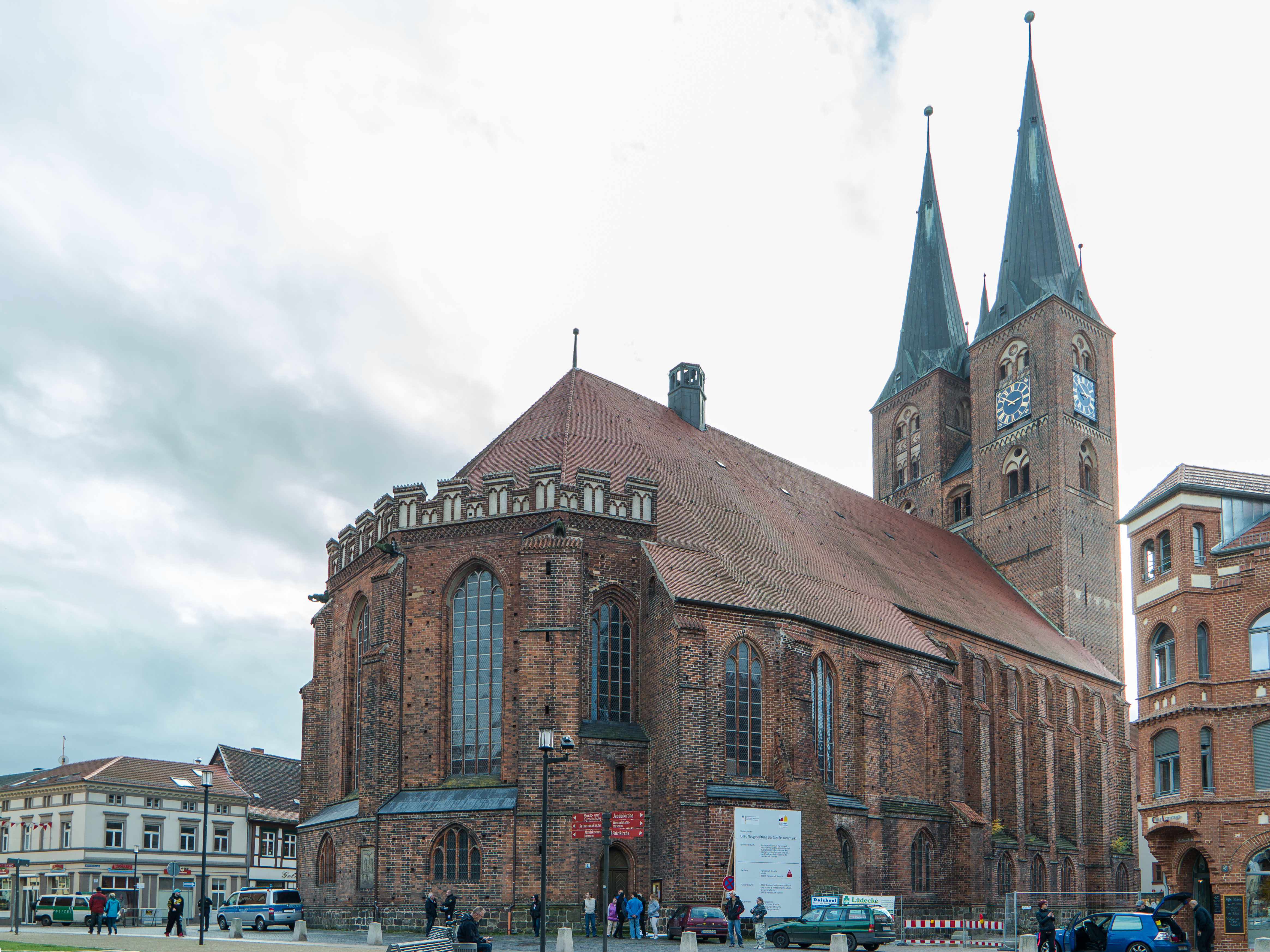
Widok z północy z Winckelmannplatzu
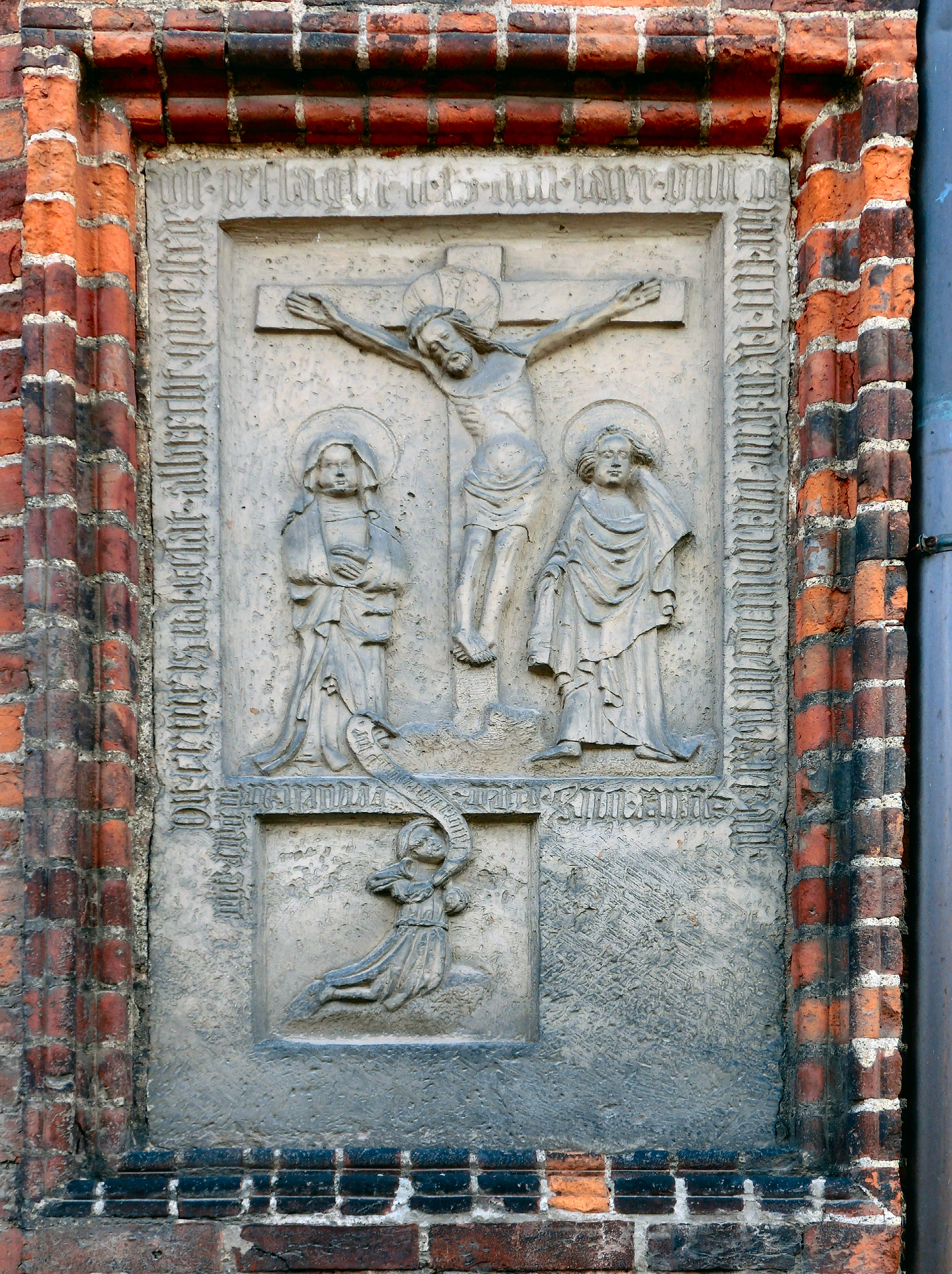
Tablica pokutna
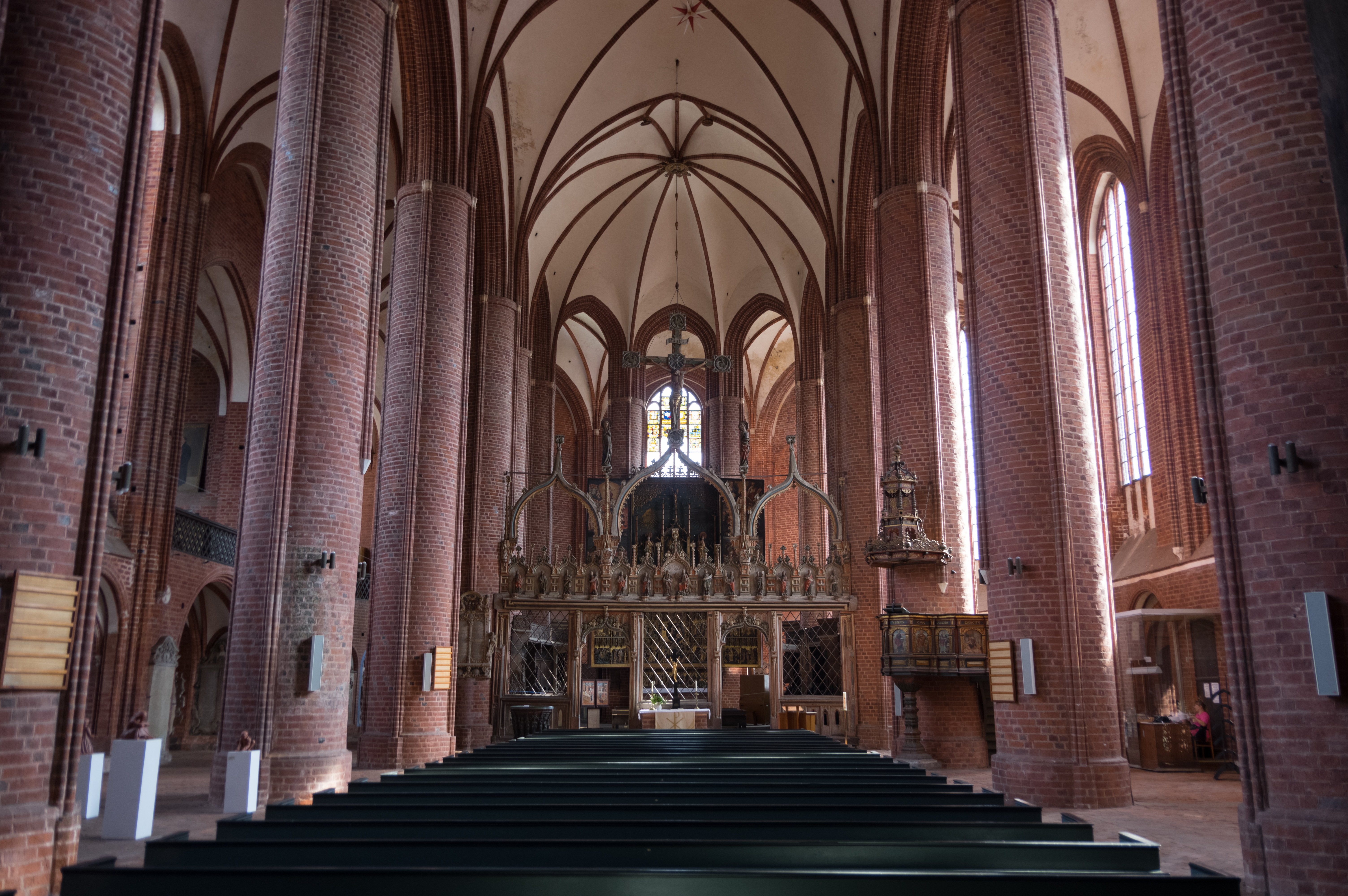
Wnętrze
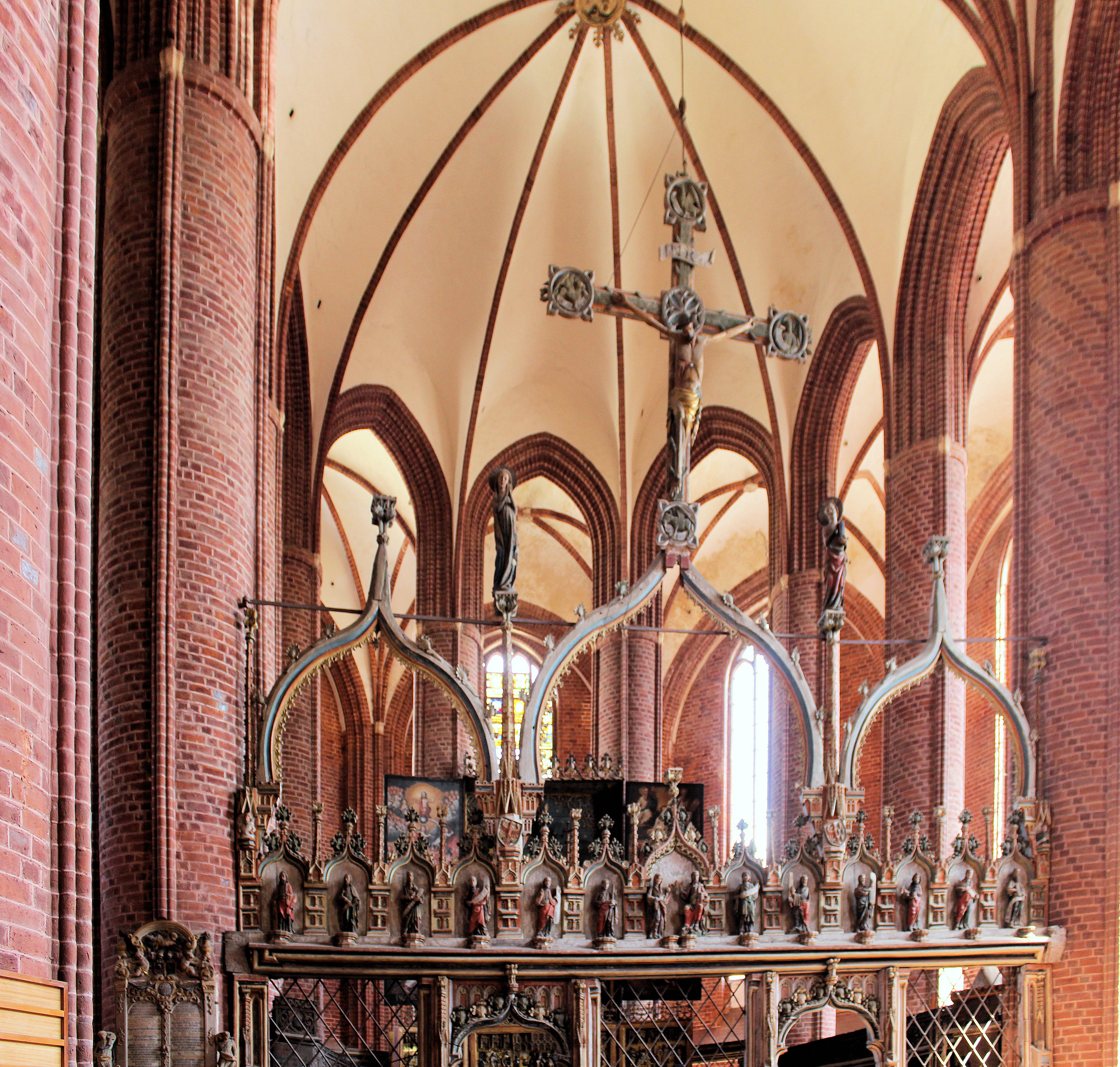
Lektorium i krzyż tęczowy
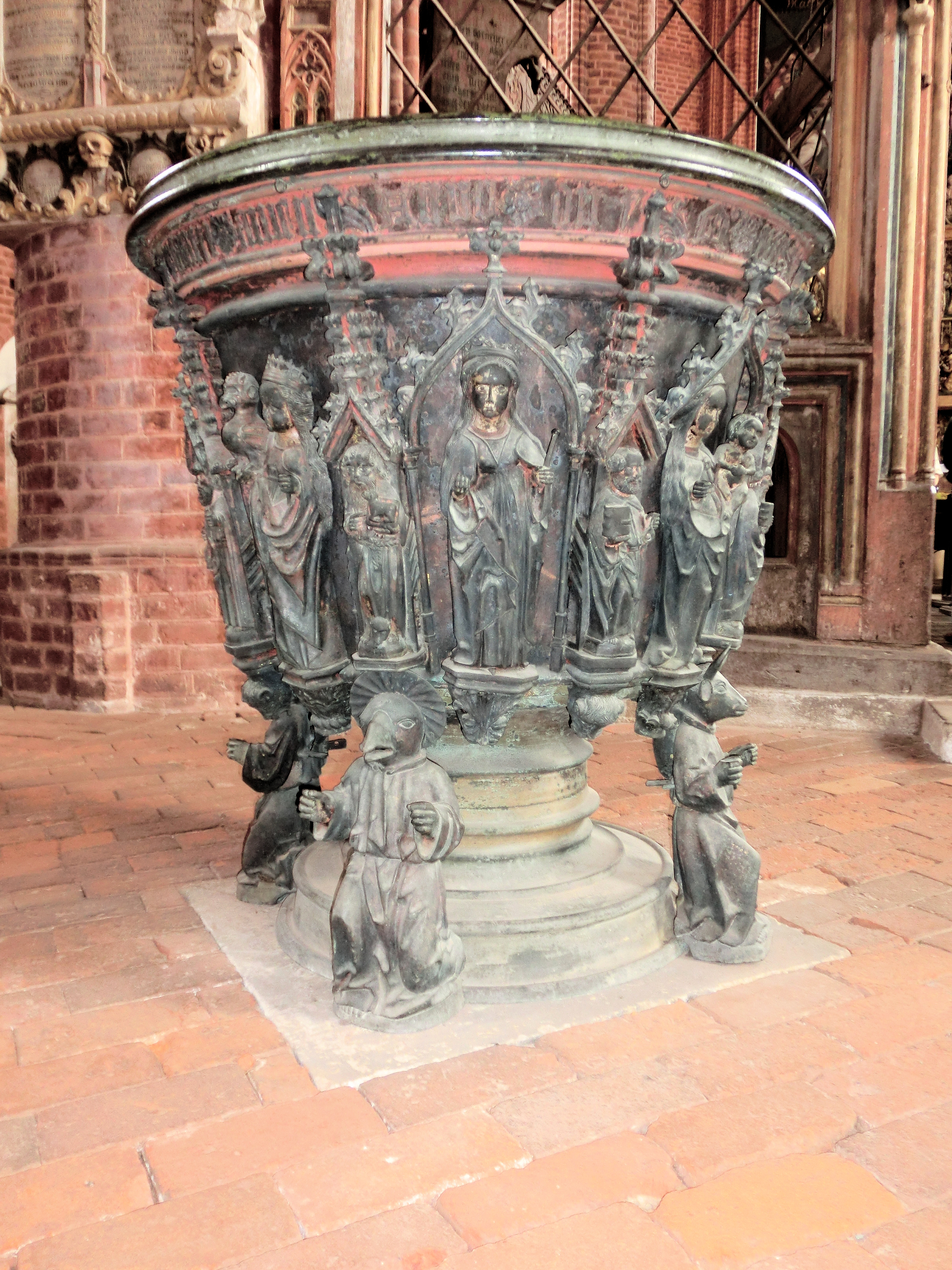
Chrzcielnica
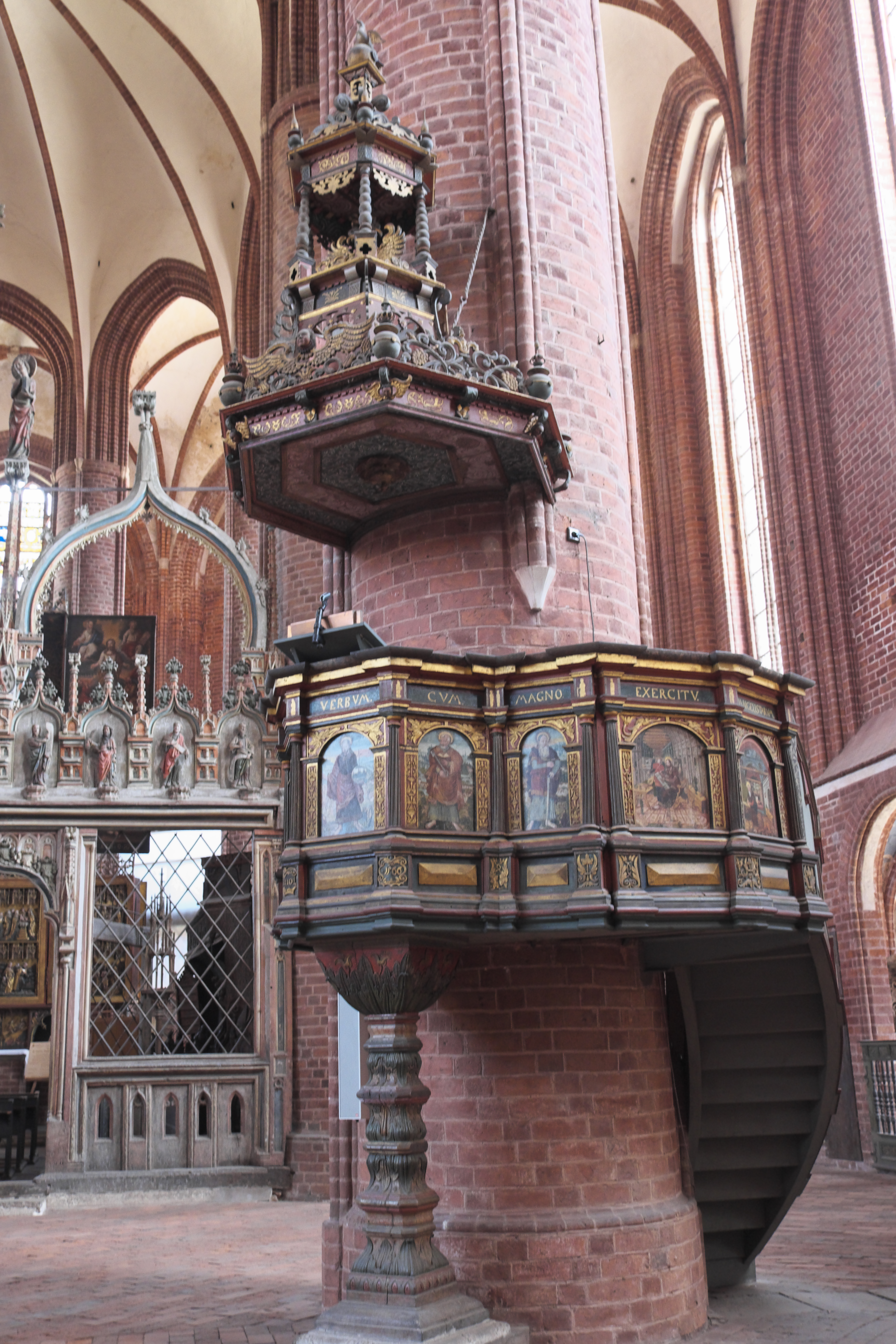
Ambona
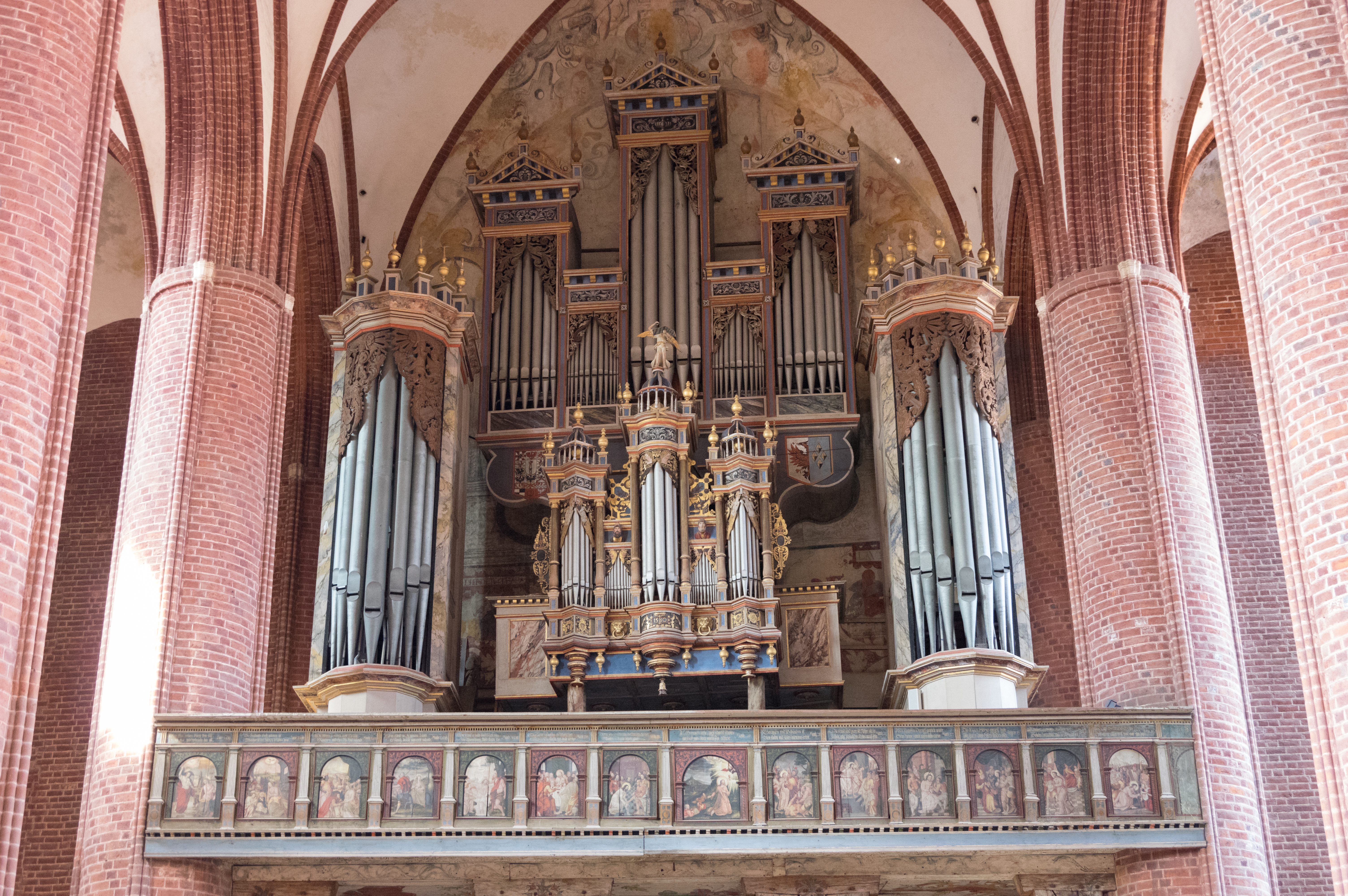
Organy
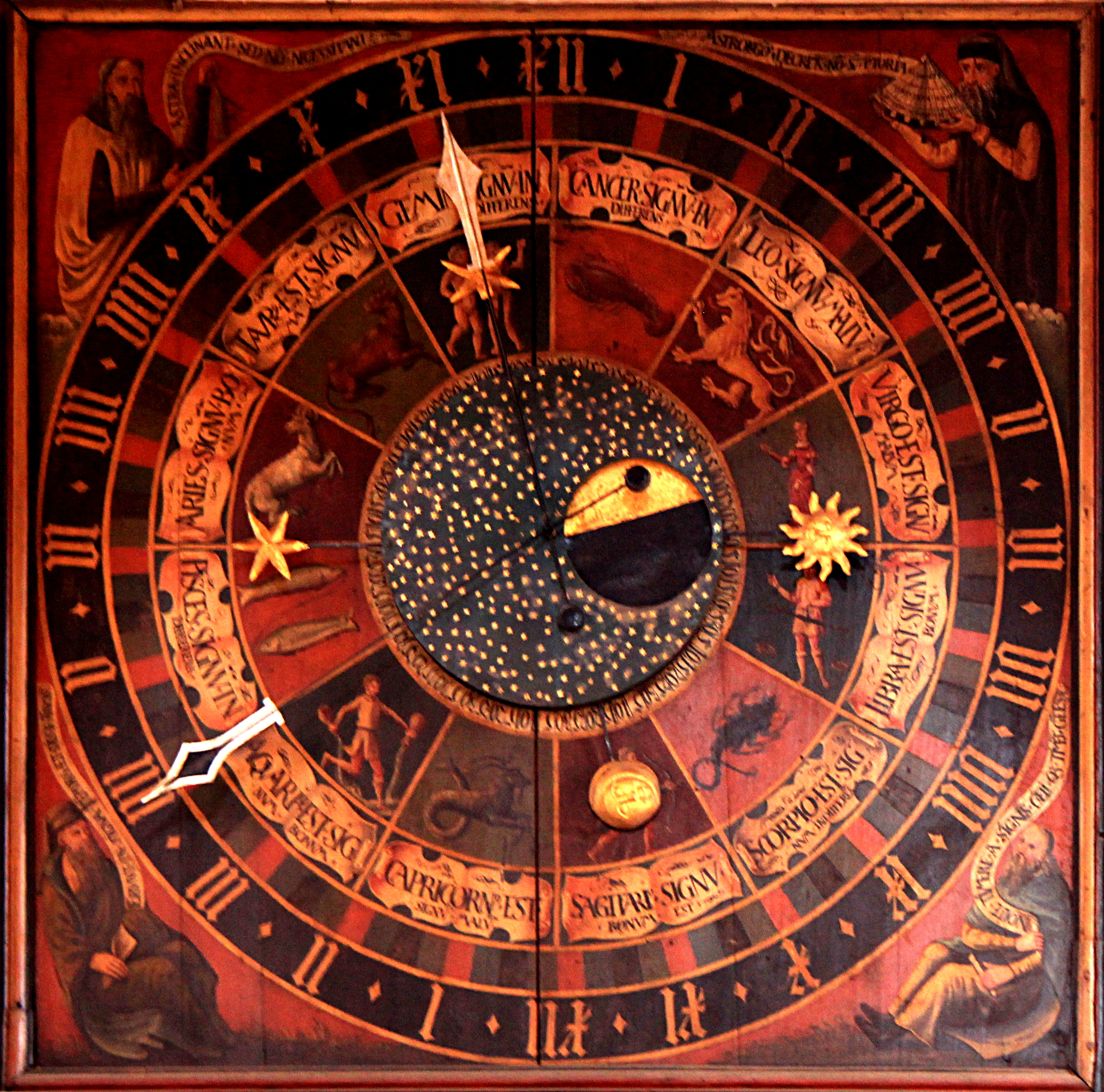
Zegar astronomiczny